# Deutsche Fußball-Amateurmeisterschaft 1988
Deutscher Fußball-Amateurmeister 1988 wurde Eintracht Trier. Im Finale im Oldenburger Stadion Donnerschwee siegten sie am 19. Juni 1988 mit 5:4 im Elfmeterschießen gegen den VfB Oldenburg, nachdem es nach Ende der Verlängerung 0:0 gestanden hatte.

## Teilnehmende Mannschaften
Die Meister der acht Oberliga-Staffeln sowie der Zweite der Oberliga Nord aus der Saison 1987/88 spielten in einer Aufstiegsrunde die vier Aufsteiger für die 2. Bundesliga aus. Sieben Vizemeister und der Dritte der Oberliga Nord nahmen am Wettbewerb um die deutsche Amateurmeisterschaft teil.
| Mannschaften | Mannschaften           | Ligen Saison 1987/88       |
|              | VfB Oldenburg          | Oberliga Nord              |
|              | Tennis Borussia Berlin | Oberliga Berlin            |
|              | Westfalia Herne        | Oberliga Westfalen         |
|              | Schwarz-Weiß Essen     | Oberliga Nordrhein         |
|              | KSV Hessen Kassel      | Oberliga Hessen            |
|              | Eintracht Trier        | Oberliga Südwest           |
|              | Freiburger FC          | Oberliga Baden-Württemberg |
|              | TSV Vestenbergsgreuth  | Bayernliga                 |

## 1. Runde
|                   | Gesamt |                        | Hinspiel | Rückspiel |
| ----------------- | ------ | ---------------------- | -------- | --------- |
| Eintracht Trier   | 4:2    | Freiburger FC          | 1:2      | 3:0       |
| KSV Hessen Kassel | 5:3    | Schwarz-Weiß Essen     | 3:2      | 2:1       |
| VfB Oldenburg     | 6:3    | Tennis Borussia Berlin | 3:2      | 3:1       |
| Westfalia Herne   | 2:4    | TSV Vestenbergsgreuth  | 0:1      | 2:3       |

## Halbfinale
|                   | Gesamt          |                       | Hinspiel | Rückspiel |
| ----------------- | --------------- | --------------------- | -------- | --------- |
| VfB Oldenburg     | 8:5             | TSV Vestenbergsgreuth | 2:3      | 6:2       |
| KSV Hessen Kassel | 2:2 (4:5 i. E.) | Eintracht Trier       | 2:1      | 0:1 n. V. |

## Finale
| Eintracht Trier                                                         | Eintracht Trier | VfB Oldenburg | VfB Oldenburg |
| ----------------------------------------------------------------------- | --- | --- | ------------- |
| Eintracht Trier                                                         | \| Sonntag, 19. Juni 1988 um 15:00 Uhr in Oldenburg (Stadion Donnerschwee) \| \| Ergebnis: 0:0 n. V., 5:4 i. E. \| \| Zuschauer: 7.000 \| \| Schiedsrichter: Hans-Joachim Osmers (Bremen) \|                                               | \| Sonntag, 19. Juni 1988 um 15:00 Uhr in Oldenburg (Stadion Donnerschwee) \| \| Ergebnis: 0:0 n. V., 5:4 i. E. \| \| Zuschauer: 7.000 \| \| Schiedsrichter: Hans-Joachim Osmers (Bremen) \|                                                         | VfB Oldenburg |
| Eintracht Trier                                                         | Jürgen Roth-Lebenstedt – Reiner Brinsa, Elmar Klodt, Patrick Schmidt (101. Alfons Jochem), Ludwig Dahler, Dieter Hahn, Rudi Thömmes, Wolfram Schanda, Michael Pfahler, Christoph Mees, Karl Dubois (70. Müller) Cheftrainer: Reiner Brinsa | Fred Kröger – Rainer Bartels, Dirk Lellek, Krzysztof Zajac, Bernd Heemsoth, Frank Klobke (80. Frank Bohne), Manfred Schulte, Edgar Zoller, Wladislaw Hanke, Jerzy Hawrylewicz (70. Thomas Schlumberger), Ralf Voigt Cheftrainer: Hans-Dieter Schmidt | VfB Oldenburg |
| Eintracht Trier                                                         | Dahler | Zoller, Bartels, Schulte | VfB Oldenburg |
| Eintracht Trier                                                         | Elfmeterschießen: Torhüter Roth zum 5:4 | Elfmeterschießen: Insg. (mind.) vier Fehlschüsse (Kröger 2× gehalten, Lellek, Zajac jeweils über das Tor) | VfB Oldenburg |
| Sonntag, 19. Juni 1988 um 15:00 Uhr in Oldenburg (Stadion Donnerschwee) | | |               |
| Ergebnis: 0:0 n. V., 5:4 i. E.                                          | | |               |
| Zuschauer: 7.000                                                        | | |               |
| Schiedsrichter: Hans-Joachim Osmers (Bremen)                            | | |               |